# マンチェスター・ユナイテッドFCの選手一覧
マンチェスター・ユナイテッドFCの選手一覧は、マンチェスター・ユナイテッドFCに所属する選手・スタッフ、所属していた選手の一覧。

## 現所属メンバー
在籍年と前所属を併記。

### スタッフ
2025年7月18日現在
| 役職 | 名前             | 在籍年  | 前職                            | 備考 |
| 監督 | ルベン・アモリム | 2024年- | スポルティング・リスボン (監督) |      |

### 選手
2025年7月18日現在
| Pos | No. | 選手名                     | 在籍年                 | 前所属                               | 備考                        |
| GK  | 1   | アルタイ・バユンドゥル     | 2023年-                | フェネルバフチェSK                   | トルコ代表                  |
| GK  | 22  | トム・ヒートン             | 2005年-2010年、2021年- | アストン・ヴィラFC                   | イングランド代表            |
| GK  | 24  | アンドレ・オナナ           | 2023年-                | インテルナツィオナーレ・ミラノ       | カメルーン代表              |
| DF  | 2   | ディオゴ・ダロト           | 2018年-                | FCポルト                             | ポルトガル代表              |
| DF  | 3   | ヌサイル・マズラウィ       | 2024年-                | バイエルン・ミュンヘン               | モロッコ代表                |
| DF  | 4   | マタイス・デ・リフト       | 2024年-                | アヤックス・アムステルダム           | オランダ代表                |
| DF  | 5   | ハリー・マグワイア         | 2019年-                | レスター・シティFC                   | イングランド代表 キャプテン |
| DF  | 6   | リサンドロ・マルティネス   | 2022年-                | アヤックス・アムステルダム           | アルゼンチン代表            |
| DF  | 12  | タイレル・マラシア         | 2022年-                | フェイエノールト・ロッテルダム       | オランダ代表                |
| DF  | 13  | パトリック・ドルグ         | 2025年-                | USレッチェ                           | デンマーク代表              |
| DF  | 15  | レニー・ヨロ               | 2024年-                | リール                               |                             |
| DF  | 23  | ルーク・ショー             | 2014年-                | サウサンプトンFC                     | イングランド代表            |
| DF  | 26  | エイデン・ヘブン           | 2025年-                | マンチェスター・ユナイテッドFCユース |                             |
| MF  | 7   | メイソン・マウント         | 2023年-                | チェルシー                           | イングランド代表            |
| MF  | 8   | ブルーノ・フェルナンデス   | 2020年-                | スポルティング                       | ポルトガル代表              |
| MF  | 18  | カゼミーロ                 | 2022年-                | レアル・マドリード                   | ブラジル代表                |
| MF  | 25  | マヌエル・ウガルテ         | 2024年-                | パリ・サンジェルマン                 | ウルグアイ代表              |
| MF  | 37  | コビー・メイヌー           | 2022年-                | マンチェスターユナイテッドユース     |                             |
| FW  |     | マーカス・ラッシュフォード | 2015年-                | マンチェスター・ユナイテッドFCユース | イングランド代表            |
| FW  |     | ジェイドン・サンチョ       | 2021年-                | ボルシア・ドルトムント               | イングランド代表            |
| FW  | 9   | ラスムス・ホイルンド       | 2023年-                | アタランタBC                         | デンマーク代表              |
| FW  | 10  | マテウス・クーニャ         | 2025年-                | ウォルバーハンプトン                 | ブラジル代表                |
| FW  | 11  | ジョシュア・ザークツィ     | 2024年-                | ボローニャ                           | オランダ代表                |
| FW  | 16  | アマド・ディアロ           | 2021年-                | サンダーランド                       | コートジボワール代表        |
| FW  | 17  | アレハンドロ・ガルナチョ   | 2022年-                | マンチェスター・ユナイテッドFCユース | アルゼンチン代表            |
| FW  | 21  | アントニー                 | 2022年-                | アヤックス・アムステルダム           | ブラジル代表                |
| FW  | 32  | チド・オビ                 | 2025年-                | マンチェスター・ユナイテッドFCユース |                             |

## 歴代所属選手

### GK
- アレックス・ステップニー (1966 - 1978)
- ゲーリー・ベイリー (1978 - 1987)
- ジム・レイトン (1988 - 1991)
- ピーター・シュマイケル (1991 - 1999)
- ファビアン・バルテズ (2000 - 2004)
- ロイ・キャロル (2001 - 2005)
- ティム・ハワード (2003 - 2007)
- エドウィン・ファン・デル・サール (2005 - 2011)
- トム・ヒートン (2005-2010 2021-)
- アンデルス・リンデゴーア (2010-2015)
- ダビド・デ・ヘア (2011-2023)
- セルヒオ・ロメロ (2015 - 2021)
- ビクトル・バルデス (2015 - 2016)
- リー・グラント (1983年生のサッカー選手) (2018 - 2022)
- アンドレ・オナナ(2023-)

### DF
| - トニー・ダン (1960 - 1973) - マーティン・バカン (1972 - 1983) - マイク・ダクスバリー (1976 - 1990) - ケヴィン・モーラン (1978-88) - ゴードン・マックイーン (1978 - 1985) - ポール・マグラー (1982-1989) - ヴィヴ・アンダーソン (1987 - 1991) - スティーヴ・ブルース (1987 - 1996) - モール・ドナヒー (1988 - 1992) - ガリー・パリスター (1989 - 1998) - デニス・アーウィン (1990 - 2002) - ポール・パーカー (1991 - 1996) - ガリー・ネヴィル (1992 - 2011) - フィリップ・ネビル (1995 - 2005) - ウェズ・ブラウン (1996 - 2011) - ロニー・ヨンセン (1996 - 2002) - ヘニング・ベルグ (1997 - 2000) - ヤープ・スタム (1998 - 2001) - ジョン・オシェイ (1999 - 2011) - ミカエル・シルヴェストル (1999 - 2008) - ローラン・ブラン (2001 - 2003) | - リオ・ファーディナンド (2002 - 2014) - ジェラール・ピケ (2004 - 2008) - ガブリエル・エインセ (2004 - 2007) - ジョニー・エヴァンズ (2006 - 2015) - ネマニャ・ヴィディッチ (2006 - 2014) - パトリス・エヴラ (2006 - 2014) - ラファエル・ペレイラ・ダ・シウバ (2008 - 2015) - クリス・スモーリング (2010 - 2020) - フィル・ジョーンズ (2011 -2023 ) - アシュリー・ヤング (2011-2020) | - タイラー・ブラケット (2012 - 2016) - ギジェルモ・バレラ (2013 - 2017) - リース・ジェームズ (2013 - 2015) - ルーク・ショー (2014 - ) - マルコス・ロホ (2014 - 2021) - パディ・マクネア (2014 - 2016) - マッテオ・ダルミアン (2015 - 2019) - エリック・バイリー (2016-2023) - アクセル・トゥアンゼベ (2017-2023) - ビクトル・リンデロフ (2017-) - ディオゴ・ダロト (2018 -) - ブランドン・ウィリアムズ (2019-) - ハリー・マグワイア (2019-) - アーロン・ワン＝ビサカ (2019-2024) - アレックス・テレス (2020-2023) - ラファエル・ヴァラン (2021-2024) - タイレル・マラシア (2022-) - リサンドロ・マルティネス (2022-) |

### MF
| - ジャッキー・ブランチフラワー (1951 - 1958) - ビル・フォルケス (1952 - 1970) - ダンカン・エドワーズ (1952 - 1958) - ボビー・チャールトン (1954 - 1973) - エディー・コルマン (1955 - 1958) - アレックス・ステップニー (1966 - 1978) - サミー・マキロイ (1971 - 1982) - ルー・マカリ (1973 - 1984) - レイ・ウィルキンス (1979 - 1984) - ブライアン・ロブソン (1981 - 1994) - アーノルド・ミューレン (1982 - 1985) - クレイトン・ブラックモア― (1982 - 1994) - ゴードン・ストラカン (1984 - 1989) - リー・シャープ (1988 - 1996) - ポール・インス (1989 - 1995) - ニール・ウェブ (1989 - 1992) - ライアン・ギグス (1990 - 2014) - アンドレイ・カンチェルスキス (1991 - 1995) - デビッド・ベッカム (1992 - 2003) - ロイ・キーン (1993 - 2005) - ニッキー・バット (1993 - 2004) | - ポール・スコールズ (1994 - 2013) - カレル・ポボルスキー (1996 - 1997) - イェスパー・ブロムクヴィスト (1998 - 2001) - クイントン・フォーチュン (1999 - 2006) - フアン・セバスティアン・ベロン (2001 - 2003) - ダレン・フレッチャー (2003 - 2014) - ジョゼ・クレベルソン (2003 - 2005) - アラン・スミス (2004 - 2007) - 朴智星（パク・チソン） (2005 - 2012) - マイケル・キャリック (2006 - 2018) - オーウェン・ハーグリーブス (2007 - 2011) - アンデルソン (2007-2015) - ポール・ポグバ (2009 - 2012, 2016 - 2022) - トム・クレヴァリー (2009 - 2015) - アントニオ・バレンシア (2009 - 2019) - アシュリー・ヤング (2011 - 2020) - 香川真司 (2012 - 2014) | - ニック・パウエル (2012 - 2016) - ジェシー・リンガード (2012 - 2022) - アドナン・ヤヌザイ (2013 - 2017) - マルアン・フェライニ (2013 - 2019) - アンヘル・ディ・マリア (2014 - 2015) - フアン・マタ (2014 - 2022) - デイリー・ブリント (2014 - 2018) - アンデル・エレーラ (2014 - 2019) - アンドレアス・ペレイラ (2014 - 2022) - バスティアン・シュヴァインシュタイガー (2015 - 2017) - モルガン・シュネデルラン (2015 - 2017) - ヘンリク・ムヒタリアン (2016-2018) - ネマニャ・マティッチ (2017 - 2022) - スコット・マクトミネイ (2017-2024) - フレッジ (2018-2023) - ブルーノ・フェルナンデス (2020-) - ファクンド・ペリストリ (2020-2024) - ドニー・ファン・デ・ベーク (2021-2024) - クリスティアン・エリクセン (2022-) - カゼミーロ (2022-) - マルセル・ザビッツァー (2023) |

### FW
| - デニス・ロー (1962 - 1973) - ジョージ・ベスト (1963 - 1974) - ブライアン・キッド (1967 - 1974) - スティーヴ・コッペル (1975 - 1983) - マーク・ヒューズ (1980 - 1986) - ギャリー・バートルズ (1980 -1982) - フランク・ステープルトン (1981 - 1987) - イエスパー・オルセン (1984 - 1988) - ブライアン・マクレアー (1987 - 1998) - エリック・カントナ (1992 - 1997) - アンディ・コール (1994 - 2001) - オレ・グンナー・スールシャール (1996 - 2007) - テディ・シェリンガム (1997 - 2001) - ドワイト・ヨーク (1998 - 2002) - ルート・ファン・ニステルローイ (2001 - 2006) - ディエゴ・フォルラン (2001 - 2004) - クリスティアーノ・ロナウド (2003 - 2009, 2021 - 2022) - ウェイン・ルーニー (2004 - 2017) - ルイ・サハ (2004 - 2008) | - ヘンリク・ラーション (2007) - ナニ (2007 - 2015) - カルロス・テベス (2007 - 2009) - ダニー・ウェルベック (2008 - 2014) - ディミタール・ベルバトフ (2008 - 2012) - マイケル・オーウェン (2009 - 2012) - ハビエル・エルナンデス (2010 - 2015) - ロビン・ファン・ペルシ (2012 - 2015) - ラダメル・ファルカオ (2014 - 2015) - アントニー・マーシャル (2015 -2024 ) - マーカス・ラッシュフォード (2015-) - メンフィス・デパイ (2015 - 2017) - ズラタン・イブラヒモビッチ (2016 - 2018) - ロメル・ルカク (2017 - 2019) - アレクシス・サンチェス (2018 - 2020) - メイソン・グリーンウッド (2019-2024) - ダニエル・ジェームズ (2019-2021) - オディオン・イガロ (2020 - 2021) - エディンソン・カバーニ (2020 - 2022) - ジェイドン・サンチョ (2021-) - アンソニー・エランガ (2021-2023) - アレハンドロ・ガルナチョ (2022-) - アントニー (2022-) - ボウト・ベグホルスト (2023) |

## その他

### 栄光の7番
マンチェスター・ユナイテッドでは、背番号7は特別な番号として扱われており、「栄光の7番」とも呼ばれている。

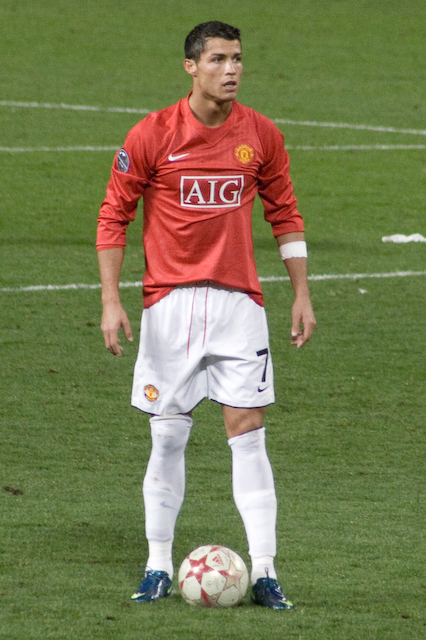
クリスティアーノ・ロナウド。2003年から2009年までプレーし、2008年にはバロンドールも獲得した。

| シーズン  | 選手名                     |
|           | ジョージ・ベスト           |
|           | スティーヴ・コッペル       |
|           | ブライアン・ロブソン       |
| 1993-1994 | エリック・カントナ         |
| 1994-1995 | エリック・カントナ         |
| 1995-1996 | エリック・カントナ         |
| 1996-1997 | エリック・カントナ         |
| 1997-1998 | デビッド・ベッカム         |
| 1998-1999 | デビッド・ベッカム         |
| 1999-2000 | デビッド・ベッカム         |
| 2000-2001 | デビッド・ベッカム         |
| 2001-2002 | デビッド・ベッカム         |
| 2002-2003 | デビッド・ベッカム         |
| 2003-2004 | クリスティアーノ・ロナウド |
| 2004-2005 | クリスティアーノ・ロナウド |
| 2005-2006 | クリスティアーノ・ロナウド |
| 2006-2007 | クリスティアーノ・ロナウド |
| 2007-2008 | クリスティアーノ・ロナウド |
| 2008-2009 | クリスティアーノ・ロナウド |
| 2009-2010 | マイケル・オーウェン       |
| 2010-2011 | マイケル・オーウェン       |
| 2011-2012 | マイケル・オーウェン       |
| 2012-2013 | アントニオ・バレンシア     |
| 2013-2014 | 着用者なし                 |
| 2014-2015 | アンヘル・ディ・マリア     |
| 2015-2016 | メンフィス・デパイ         |
| 2016-2017 | メンフィス・デパイ         |
| 2017-2018 | アレクシス・サンチェス     |
| 2018-2019 | アレクシス・サンチェス     |
| 2019-2020 | 着用者なし                 |
| 2020-2021 | エディンソン・カバーニ     |
| 2021-2022 | クリスティアーノ・ロナウド |
| 2022-2023 | クリスティアーノ・ロナウド |
| 2023-2024 | メイソン・マウント         |